# Нелоялна конкуренция
Нелоялната конкуренция е нарушение на общоприети правила и норми на търговската конкуренция, при което се нарушават правни норми и неписаните правила на добросъвестната търговска практика.
Правният режим на защитата от нелоялната (недобросъвестната) конкуренция е регламентиранта е в Закона за защита на конкуренцията (ЗЗК) (обн. ДВ. бр.102 от 28 ноември 2008 г.). Органът, който осъществява контрол върху тези отношения е Комисията за защита на конкуренцията, която се избира от Народното събрание и не е в системата на административни органи, подчинени на Министерски съвет.

## Обща забрана
Съгласно чл.29 ЗЗК се забранява всяко действие или бездействие при осъществяване на стопанска дейност, което е в противоречие с добросъвестната търговска практика и уврежда или може да увреди интересите на конкурентите.
Чл.29 ЗЗК урежда общата забрана за нелоялна конкуренция, която обхваща всякакво действие или бездействие, което е в противоречие с добросъвестната търговска практика.

## Специални състави
Специалните състави на нелоялната конкуренция са изброени в чл.30 – 37 ЗЗК, като и при тях следва винаги да са налице условията по чл.29 ЗЗК. Само когато се установи, че дадено действие или бездействие не попада в нито един от примерно изброените състави, но противоречи на правилата на добросъвестната търговска практика и може да увреди интересите на конкурентите в осъществяваната от тях стопанска дейност само тогава това поведение може да бъде подведено под генералната клауза на чл.29 ЗЗК.
Специалните състави уреждат следните проявления на нелоялна конкуренция:
- Увреждане на доброто име на конкурентите: Чл.30 от ЗЗК забранява увреждането на доброто име и доверието към конкурентите, както и на предлаганите от тях стоки или услуги чрез твърдение или разпространяване на неверни сведения, както и чрез представяне на факти в изопачен вид.
- Въвеждане в заблуждение: Чл.31 от ЗЗК забранява въвеждането в заблуждение относно съществени свойства на стоките или услугите или относно начина на използване на стоките или предоставяне на услугите чрез твърдение на неверни сведения или чрез изопачаване на факти.
- Заблуждаваща и сравнителна реклама: Чл.32 ЗЗК забранява заблуждаващата реклама, както и неразрешената сравнителна реклама.
- Имитация: Чл.35 ЗЗК забранява: а) предлагането на стоки или услуги с външен вид, опаковка, маркировка, наименование или други белези, които заблуждават или могат да доведат до заблуждение относно произхода, производителя, продавача, начина и мястото на производство, източника и начина на придобиване или на използване, количеството, качеството, естеството, потребителските свойства и други съществени характеристики на стоката или услугата; б) използването на фирма, марка или географско означение, идентични или близки до тези на други лица, по начин, който може да доведе до увреждане интересите на конкурентите; и в) използването на домейн или външен вид на интернет страница, идентични или близки до тези на други лица, по начин, който може да доведе до заблуждение и/или да увреди интересите на конкурентите.
- Нелоялно привличане на клиенти: Чл.36 ЗЗК забранява: а) осъществяването на нелоялна конкуренция, насочена към привличане на клиенти, в резултат на което се прекратяват или се нарушават сключени договори, или се осуетява сключването им с конкуренти; б) предлагането или даването на добавка към продаваната стока или услуга безвъзмездно или срещу привидна цена на друга стока или услуга, с изключение на: рекламни предмети с незначителна стойност и с ясно посочване на рекламиращото предприятие; предмети или услуги, които според търговската практика са принадлежност към продаваната стока или извършваната услуга; стоки или услуги като отбив при продажба в по-големи количества; в) извършването на продажба, когато заедно с нея се предлага или обещава нещо, чието получаване зависи от: решаване на задачи, ребуси, въпроси, гатанки; събиране на серия от купони и други подобни; разиграване на игри с парични или предметни награди, чиято стойност значително надвишава цената на продаваната стока или услуга; и г) продажбите на вътрешния пазар на значителни количества стоки за продължително време на цени, по-ниски от разходите за производството и реализацията им, с цел нелоялно привличане на клиенти.
- Разгласяване на производствени или търговски тайни: Чл.37 ЗЗК забранява: а) узнаването, използването или разгласяването на производствена или търговска тайна в противоречие с добросъвестната търговска практика и б) използването или разгласяването на производствена или търговска тайна и когато тя е узната или съобщена при условие да не бъде използвана или разгласявана.